# گروه اوریون
گروه اوریون (به انگلیسی: Orion Group) شرکت صنایع غذایی کره‌ای است، که در زمینه تولید فراورده‌های قندی، کلوچه، آدامس و شکلات فعالیت می‌کند.
شرکت اوریون در سال ۱۹۵۶ توسط لی یانگ-گو تأسیس شد و در حال حاضر دارای ۱۰ کارخانه تولیدی در کشورهای کره جنوبی (۳ کارخانه)، روسیه (۲ کارخانه)، چین (۳ کارخانه)، ویتنام و ایالات متحده آمریکا است.
دفتر مرکزی این شرکت در شهر سئول، کره جنوبی قرار دارد و بخشی از سهام آن در بازار بورس کره معامله می‌شود.